# Bruno Nyberg
Ernst Bruno "Brynkka" Nyberg, född 27 juni 1907 i Helsingfors, död där 31 december 1966, var en finländsk tyngdlyftare och idrottsledare. Han har kallats "den finländska tyngdlyftningens fader".
Nyberg var i unga år intresserad av boxning och brottning, men övergick sedan till tyngdlyftningen och vann som aktiv finländska mästerskapet i den tyngsta klassen 1934 och 1936. På hans initiativ grundades 1934 det nationella tyngdlyftningsförbundet Suomen painonnostoliitto, där han var ordförande 1937–1965. Han var 1953–1960 ordförande för International Weightlifting Federation (IWF) och dess vice ordförande 1960–1966 och medlem av Finlands olympiska kommittés fullmäktige 1938–1965. Han utgav flera instruktionsböcker i tyngdlyftning, bland annat Painonnosto (1949), som var den första i sitt slag i Finland.

## Utmärkelser
- Finlands idrottskulturs stora förtjänstkors,  1963[2]

[Redigera Wikidata]